# Martini (napój)

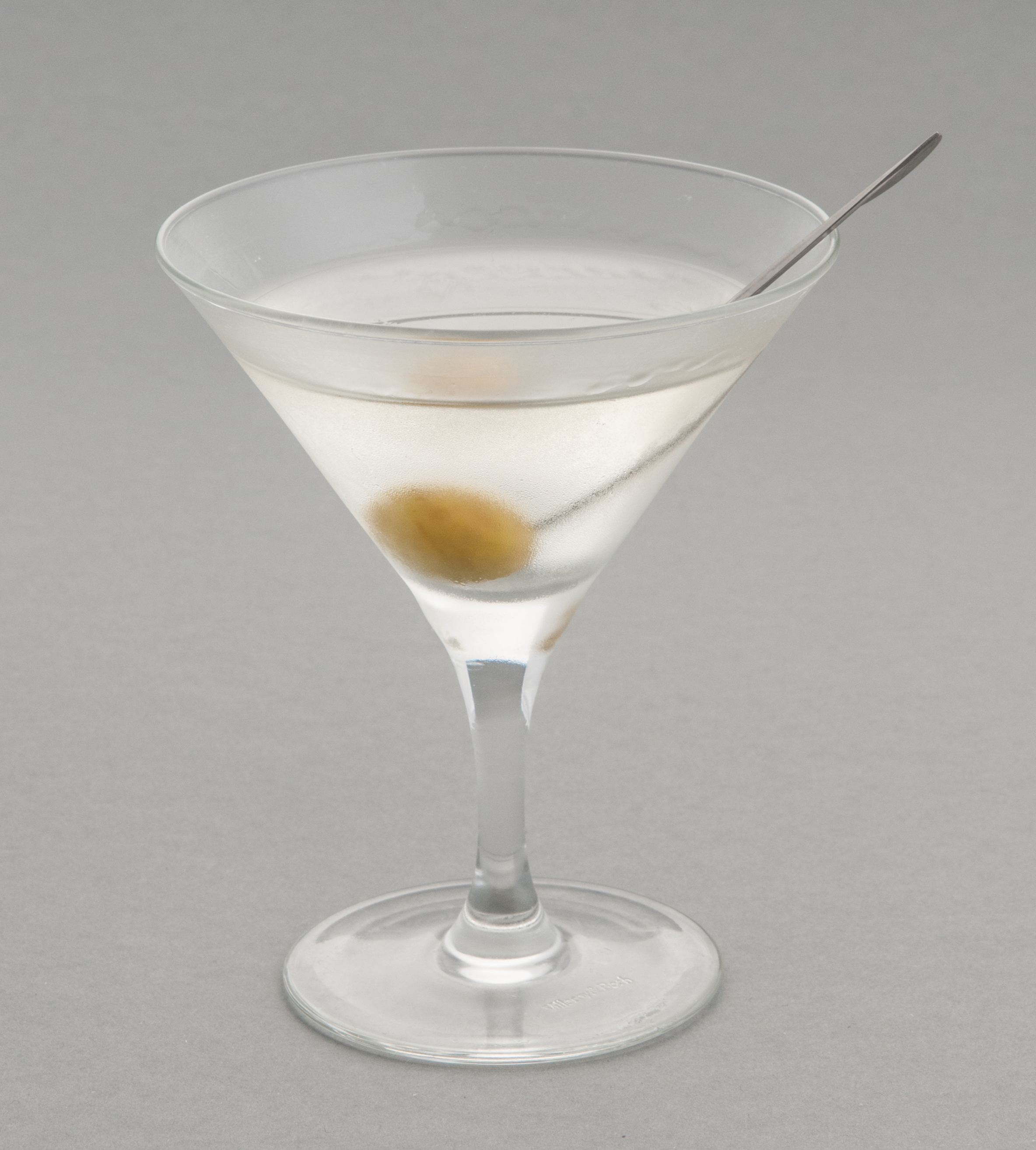
Martini

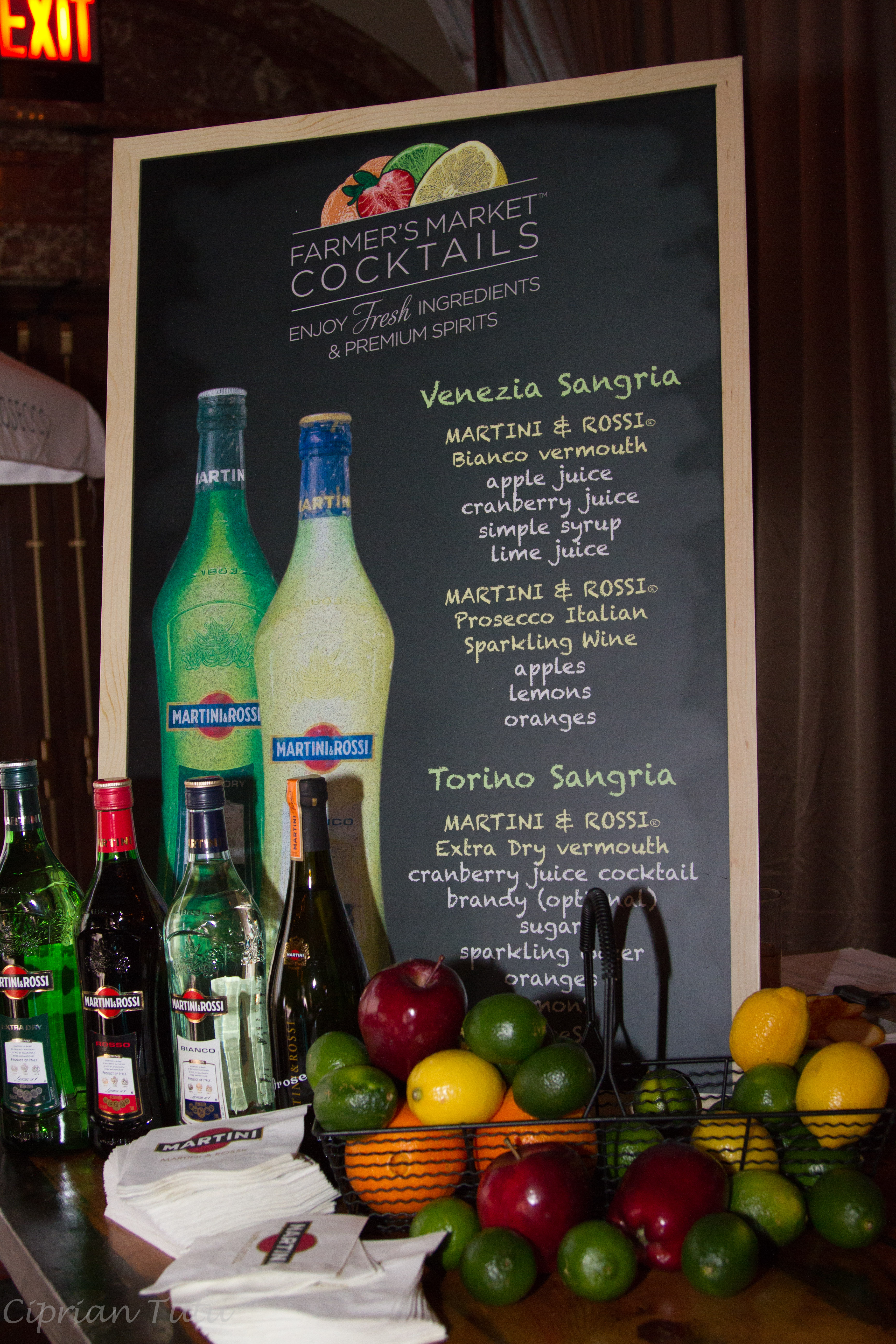
Martini cocktails, Manhattan

Martini – jeden z klasycznych koktajli alkoholowych, skomponowany z ginu i wytrawnego wermutu, znajdujący się na oficjalnej liście koktajli IBA (International Bartenders Association). 

## Historia receptury martini
Geneza tego koktajlu i nazwy martini nie jest jednoznacznie ustalona. Słowo Martini pojawiło się w przemyśle alkoholowym już w roku 1863, jako nazwisko i nazwa wermutu. W okolicy Turynu we Włoszech, w 1840 została założona rozlewnia wermutu Distilleria Nazionale di Spirito di Vino, która w 1863 zmieniła nazwę na Martini, Sola & Cia, a od 1879 firma stała się znana jako Martini & Rossi. Od 1863 produkuje wermut Martini Rosso, eksportowany od 1867 m.in. do Nowego Jorku. Stworzenie drinka martini mogło spopularyzować zainteresowanie tym wermutem.
Po raz pierwszy przepisy na temat sporządzania koktajli z napojów alkoholowych zostały opublikowane w przewodniku dla barmanów Jerry'ego Thomasa Jak mieszać drinki lub Towarzysz Bon Vivanta, stanowiącym dodatek do wydanego w Nowym Jorku w 1862 Podręcznika wytwarzania nalewek, likierów, fantazyjnych syropów itp. autorstwa Christiana Schultza. W drugiej edycji przewodnika, zatytułowanego Jerry Thomas Bartenders Guide 1887 Reprint, ze wstępem napisanym przez Rossa Boltona, znalazły się nie uwzględnione w wydaniu pierwszym kolejne receptury, a wśród nich koktajl martinez. W opisie tego dzieła znajduje się stwierdzenie, iż  martinez jest prekursorem koktajlu martini. Martinez to miasto w Stanach Zjednoczonych, w stanie Kalifornia, stolica hrabstwa Contra Costa.
Istnieje też nieudokumentowana wersja genezy tego koktajlu, przypisująca autorstwo martini barmanowi o nazwisku Martini di Arma di Taggia, w nieustalonym dokładnie roku w okresie 1904 -1915, zatrudnionemu w hotelu Knickerbocker w Nowym Jorku.
Francuscy miksolodzy twierdzą, iż koktajl martini nie może kojarzyć się z firmą Martini & Rossi i jej wermutem, ponieważ w jego pierwotnym składzie nie znajdował się wermut Martini Rosso, lecz francuski wermut Noilly Prat, a nazwa martini to męska forma napoju marguerite.
Koktajl martini zwiększył swoją popularność w 1933, kiedy zatwierdzając przepisy uchylające prohibicję w Stanach Zjednoczonych, prezydent Franklin Delano Roosevelt, wypowiedział słynne zdanie „myślę, że to dobra pora na piwo”, a według niepotwierdzonych oficjalnie informacji, jednocześnie uczcił to wydarzenie wznosząc toast swoim ulubionym koktajlem dirty martini.

## Martini klasyczne
Oryginalne martini miało smak słodki. W latach 50. XX w. uległo znacznej transformacji. Nabrało charakteru wytrawnego i osiągnęło proporcje uważane obecnie za wyjściowe – gin/wermut: 8:1. Klasyczne Martini jest mieszane, składa się z ginu i wytrawnego wermutu. Cechą tego koktajlu jest klarowność i przejrzystość.
Przy jego przygotowaniu decydujące znaczenie mają: dbałość o właściwe proporcje oraz odpowiednia temperatura alkoholi. Martini musi być maksymalnie schłodzone. Dekoracją jest nieparzysta liczba oliwek. Serwuje się go w dedykowanym dla tego drinka kieliszku (martinówka) o niskiej, szerokiej czaszy i średniej długości nóżce.

## Mieszanie czy wstrząsanie
Proces mieszania koktajlu z kostkami lodu w szejkerze lub w szklance barmańskiej, wymaga więcej czasu niż wstrząsanie. Wstrząsanie powoduje lepsze ochłodzenie napoju, jednak doprowadza do silniejszego rozcieńczenia składników. Napój do ochłodzonego kieliszka koktajlowego wlewa się przez sitko barmańskie.

## Odmiany martini
Wśród wielu wersji martini można wyróżnić: dukes martini, gibson, dirty martini, astoria, cajun martini, fino martini, naked martini (extra dry martini), saketini, knickerbocker martini, montgomery martini, silver bullet martini i inne.
Zamiast wermutu wytrawnego mieszany jest wermut słodki (lub wcale się go nie dodaje), wódkę, szkocką whisky, sake i inne alkohole. Płyny są wlewane w innych proporcjach niż w pierwotnych. Do smaku i dekoracji stosowane jest wiele dodatków, jak: oliwki w różnej (nie tylko nieparzystej) liczbie, marynowane cebulki, zalewa z zielonych oliwek, angostura bitter, gin infuzowany papryczkami jalapeńo, wytrawne sherry w miejsce wermutu.

## Vesper martini Jamesa Bonda
W koktajlu vesper martini gin zastąpiony jest wódką, zmieszaną w innych proporcjach niż w klasycznym martini. Wzbogacony jest likierem lillet w stosunku: trzy miarki ginu, jedna miarka wódki, połowa miarki likieru. Nie miesza się go, lecz wstrząsa. Zamiast oliwki, ozdabia go spiralka ze skórki cytrynowej.
Ta kompozycja jest autorskim pomysłem angielskiego pisarza Iana Fleminga, twórcy postaci i przygód agenta 007 Jamesa Bonda. Książkowy Bond nazwał tego drinka vesper martini na cześć swojej dziewczyny Vesper Lynd. W kilku ekranizacjach cyklu powieści, bohater sączy koktajl bez likieru. Jednak zawsze „wstrząśnięte, nie mieszane” (shaken, not stirred). Powiedzenie to zostało uhonorowane przez Amerykański Instytut Filmowy, jako jeden z najlepszych cytatów filmowych ostatnich stu lat.